# Грондський Самуїл
Самуїл Грондський, або Самуель Ґрондський чи Самуель Ґрондзький (пол. Samuel Grądzki) (20-ті рр. 17 ст. — бл. 1672) — польський хроніст. Автор «Історії козацько-польської війни» (опублікував К. Коппі 1789 в Пешті), що є цінним джерелом з політичної історії України 1648—1672 років.

## Біографія
Походив із польського шляхетського роду Грондських герба «Равич», який осів на західно-українських землях. Здобув добру освіту, володів польською, латинською, шведською, російською та угорською мовами. Служив як військовий, пізніше як дипломат Речі Посполитої. Супроводжував стольника цехановського Станіслава Любовидзького на переговорах з Богданом Хмельницьким поблизу Переворська наприкінці жовтня 1655. Під час шведсько-польської війни («Потопу») 1655—1657 перейшов на бік шведського короля Карла Х Густава, за дорученням якого навесні 1656 їздив у Чигирин для укладання шведсько-українського союзу.
Пізніше перейшов на службу до трансільванського князя Дєрдя II Ракоці. У грудні 1656 брав участь у переговорах в угорському замку Раднот, які завершилися укладанням Раднотського договору 1656, спрямованого насамперед проти Речі Посполитої, а 1657 — у поході трансільванського князя на Польщу. Після поразки Ракоці Дєрдя II вернувся до Трансільванії і служив секретарем цього князя та його спадкоємця Михая I, який панував упродовж 1661—1690 років.

## «Історія козацько-польської війни»
Грондський є автором латиномовної хроніки «Історія козацько-польської війни», завершеної близько 1672. У ній відображені історичні події 1648—1672, які відбувалися в Речі Посполитій та Україні, причому головна увага приділялася історії національної революції 1648—1676. Головним джерелом для написання пам'ятки була хроніка «Війна скіфо-козацька» Й.Пасторія, використовувалися також компіляції М.Голинського, різні документи, свідчення очевидців, зокрема І.Виговського, особисті спогади тощо. В своєму творі Грондський робить цікаві історичні екскурси — згадуються, зокрема, козацька реформа короля Стефана Баторія (1578), повстання під керівництвом Северина Наливайка, Івана Сулими та ін.
При висвітленні національно-визвольної війни 1648—1658 Грондський часто відходить від оцінок, характерних для більшості польсько-шляхетських історіографів, іноді відверто симпатизує українським повстанцям. Хроніка Грондського містить чимало цінних оригінальних звісток, які використовувалися істориками XVII – XX ст., у тому числі й українськими.
Рукопис твору був опублікований латинською мовою у 1789 році в Пешті. Українською мовою твір був опублікований вперше в 2021 році. Автор перекладу — Олександр Кислюк (16.01.1962 — 5.03.2022).

## Виноски
1. ↑  Czech National Name Authority Database as Linked Data, Báze národních jmenných autorit v podobě propojených dat
2. 1 2 3 4 5  Чеська національна авторитетна база даних
3. ↑  Історія козацько-польської війни Пешт, 1789. С. 239 (лат.)